# Apophylia aeruginosa
Apophylia aeruginosa es un coleóptero de la familia Chrysomelidae.
Fue descrita científicamente por primera vez en 1831 por Hope.